# Zosterops grayi
El anteojitos de la Gran Kai (Zosterops grayi) es una especie de ave paseriforme en la familia Zosteropidae.

## Distribución geográfica y hábitat
Es endémica de Gran Kai (islas Kai).
Sus hábitats naturales son las bosques tropicales o subtropicales húmedos.

## Estado de conservación
Se encuentra amenazada por la pérdida de su hábitat natural.